# Sky TG24
Sky TG24 je italská zpravodajská televizní stanice patřící do skupiny Sky Italia. Během krátké doby se z ní stala nejsledovanější zpravodajská televize v Itálii. Kromě zpravodajství vysílá talk show, magazíny a dokumenty. Od roku 2002 do roku 2007 byl kanál šířen přes satelit Hot Bird volně, v roce 2007 byl kanál zakódován. V roce 2006 televize expandovala i do USA, kde jej nabízejí i někteří kabeloví operátoři.
Kromě zpravodajství vysílá talk show, magazíny a dokumenty.
Televize se charakterizuje velmi otevřeným zpravodajstvím podobně jako její sesterská Sky News ve Spojeném království nebo americká CNN. Zprávy se vysílají každou celou hodinu a krátký přehled každých půl hodiny.
Stanice vysílá i ve formátu 16 : 9 a ve vysokém rozlišení HDTV.